# 凯科
凯科是巴西北大河州的一个市镇。总面积1228.574平方公里，总人口60674人，人口密度49.4人/平方公里。